# Gonioctena americana
Gonioctena americana är en skalbaggsart som beskrevs av Schaeffer 1924. Gonioctena americana ingår i släktet Gonioctena och familjen bladbaggar. Inga underarter finns listade i Catalogue of Life.